# Oder-Partnerschaft

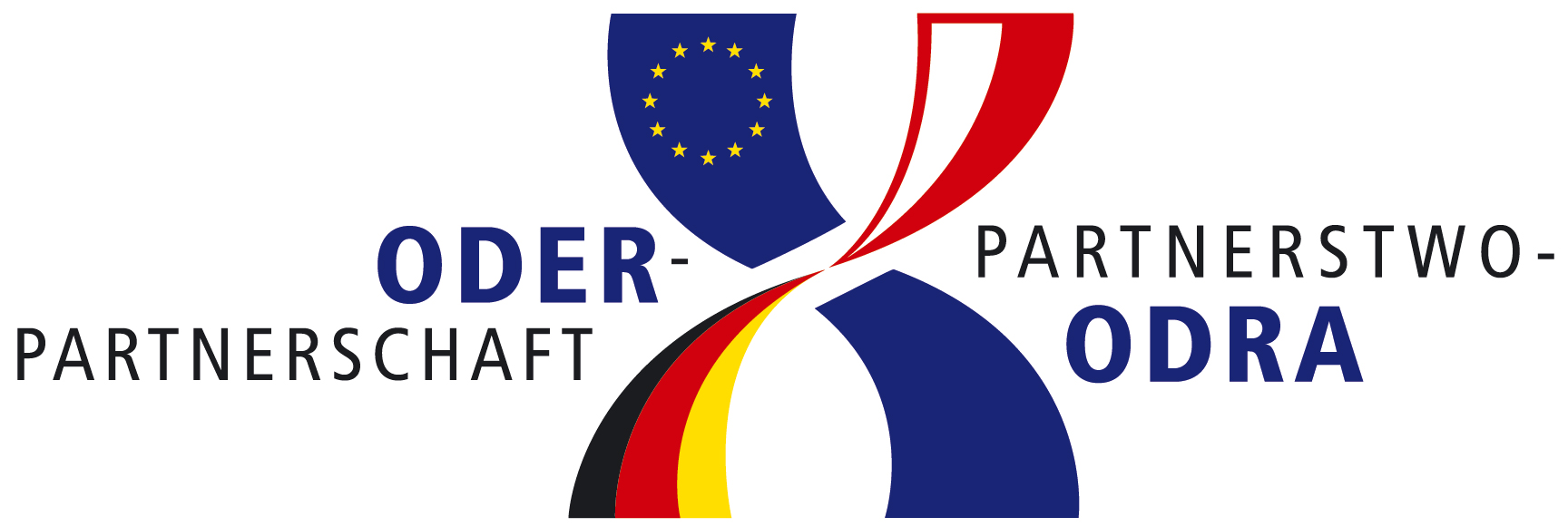
Logo der Oder-Partnerschaft

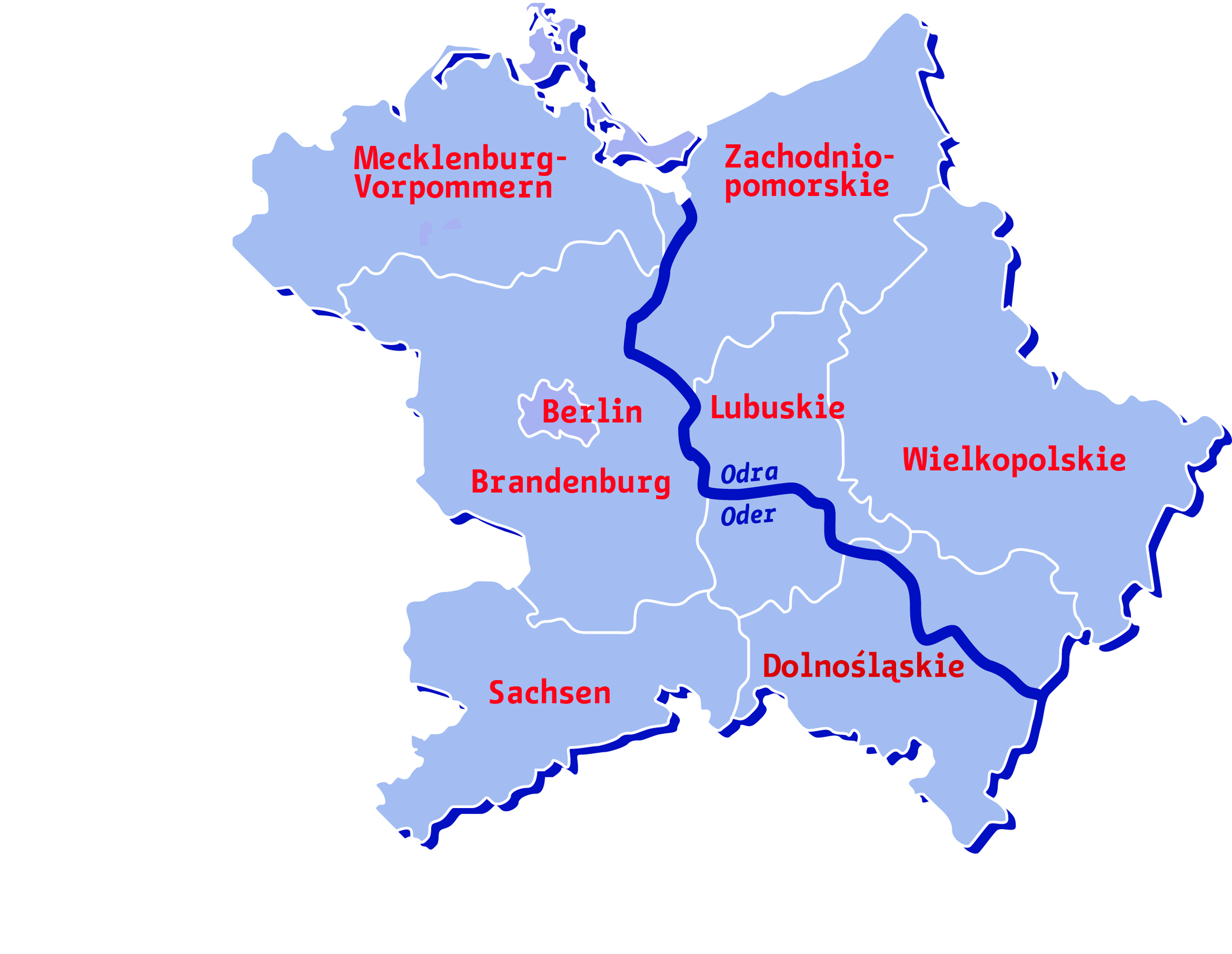
Karte der Oder-Partnerschaft

Die Oder-Partnerschaft (poln. Partnerstwo-Odra) ist ein 2006 ins Leben gerufenes informelles Kooperationsnetzwerk vier ostdeutscher Bundesländer und vier westpolnischer Wojewodschaften, das der Vertiefung der politischen, wirtschaftlichen und infrastrukturellen Verknüpfungen zwischen den Regionen beiderseits der Oder und der Lausitzer Neiße dient. Hauptziel der projektbezogenen Zusammenarbeit in den Schwerpunktbereichen Wirtschaft, Tourismus, Verkehr und Infrastruktur sowie Wissenschaft und Forschung ist die Stärkung der wirtschaftlichen Leistungsfähigkeit der Regionen entlang der deutsch-polnischen Grenze.
Kooperationspartner der Oder-Partnerschaft sind auf deutscher Seite die Länder Berlin, Brandenburg, Mecklenburg-Vorpommern und Sachsen, auf polnischer Seite die Wojewodschaften Großpolen, Lubuskie, Niederschlesien und Westpommern. In die Arbeit des Netzwerks einbezogen sind außerdem die großen Städte der beteiligten Wojewodschaften, d. h. die drei westpolnischen Metropolen Breslau, Posen und Stettin sowie die beiden Hauptstädte der Wojewodschaft Lubuskie, Gorzów Wielkopolski und Zielona Góra. Darüber hinaus arbeitet die Oder-Partnerschaft eng mit dem Ausschuss für Raumordnung der Deutsch-Polnischen Regierungskommission für regionale und grenznahe Zusammenarbeit zusammen.
Die strategischen Leitlinien der Arbeit des Kooperationsnetzwerks werden im Rahmen abwechselnd in Deutschland und Polen stattfindender politischer Spitzentreffen festgelegt, an denen die Ministerpräsidenten, Wojewoden und Marschälle sowie Stadtpräsidenten aus den beteiligten Regionen teilnehmen.
Bislang fanden neben der Auftaktkonferenz fünf politische Spitzentreffen statt:
- Auftaktkonferenz am 5. April 2006 in Berlin, unter dem Motto „Nachbarn, Partner, starke Region“[12][13]
- Erstes politisches Spitzentreffen am 5. November 2008 in Posen[14][15]
- Zweites politisches Spitzentreffen am 13. Januar 2010 in Potsdam[16][17]
- Drittes politisches Spitzentreffen am 26. und 27. Oktober 2010 in Stettin[18][19]
- Viertes politisches Spitzentreffen am 20. und 21. November 2012 in Greifswald[20][21][22]
- Fünftes politisches Spitzentreffen am 12. und 13. Januar 2016 in Breslau[23][24][25]

Zu den wichtigsten Ergebnissen der bisherigen Zusammenarbeit der Oder-Partnerschaft zählen die Verkehrsinfrastrukturkarte des deutsch-polnischen Grenzraums, die gemeinsame touristische Vermarktung der beteiligten Regionen auf außereuropäischen Märkten sowie Verbesserungen des grenzüberschreitenden Schienenverkehrs, der Gegenstand der vom Verkehrsverbund Berlin-Brandenburg (VBB) koordinierten Arbeit des Runden Tisches Verkehr der Oder-Partnerschaft ist.
Die Länder und Wojewodschaften der Oder-Partnerschaft erarbeiten seit 2015 im Rahmen des Ausschusses für Raumordnung der deutsch-polnischen Regierungskommission für regionale und grenznahe Zusammenarbeit gemeinsam mit den zuständigen Ministerien der Republik Polen und der Bundesrepublik Deutschland ein „Gemeinsames Zukunftskonzept 2030 für den deutsch-polnischen Verflechtungsraum“.